# Виноградов, Иван Сергеевич
Ива́н Серге́евич Виногра́дов (1904—1981) — деятель ВКП(б), 1-й секретарь Организационного бюро ЦК ВКП(б) по Тульской области, 2-й секретарь Сталинградского крайкома ВКП(б). Входил в состав особой тройки НКВД СССР.

## Биография
Иван Сергеевич Виноградов родился в 1904 году в селе Измайлово ныне Новоторжского района Тверской области. Участник Гражданской войны. В 1926 году вступил в ряды ВКП(б) после чего его дальнейшая деятельность была связана с партийной работой. 
26 января—10 февраля 1934 года делегат XVII съезда ВКП(б) с решающим голосом. В этот период работал в Ленинграде.
С 1937 по апрель 1938 года избирался 2-м секретарём Сталинградского крайкома ВКП(б). Этот период отмечен вхождением в состав особой тройки, созданной по приказу НКВД СССР от 30.07.1937 № 00447 и активным участием в сталинских репрессиях.
С 10 апреля по 5 июля 1938 года работал 1-м секретарём Организационного бюро ЦК ВКП(б) по Тульской области. От этой же области избирался депутатом Верховного Совета РСФСР I созыва.
В октябре 1941 года назначен директором завода «Ростсельмаш», которым руководил всю войну.
В 1950 году руководил заводом «Ташсельмаш» в Ташкенте.